# Мамеч
Ма́меч — село в Україні, в Коростенському районі Житомирської області. Входить до складу Овруцької міської громади. Населення становить 74 осіб.

## Географія
Селом протікає річка Безіменна, ліва притока Норину. У селі функціонує водозабірна свердловина, що належить комунальному підприємству «Відродження» Овруцької міської ради Житомирської області.

## Історія
Поселення відоме з першої половини 19 століття як оселище старовірів поморської згоди (Данилівська).
На мапі Волинської губернії 1866—1867 рр. Шуберта Ф. Ф. поселення значиться як слобода Мамень. Жителі слободи старообрядної общини належали до міщанського стану і були приписані до овруцької, народицької, житомирської та новоград-волинської громад. У 1983 році в поселенні проживало 22 родини в них 78 осіб чоловічої статі.
У 19 столітті слобода належала до Богданівського маєтку разом з селом Мала Чернігівка.
У 1906 році Мамеч, село Гладковицької волості Овруцького повіту Волинської губернії. Відстань від повітового міста 16 верст, від волості 15. Дворів 45, мешканців 250.
У 1869—1870 році в селі діяла етнографічно-статистична експедиція Російського географічного товариства під керівництвом Павла Чубинського.
До 1923 року входило до складу Гладковичської волості Овруцького повіту.
У 1926—54 роках — адміністративний центр Мамецької сільської ради Овруцького району.
У 1930 році у селі організовано артіль «Червоний оратай».
1946 року молільня, яка знаходилась в селі згоріла. В зв'язку з цим та «відсутністю служителя культу» у квітні 1948 року релігійну громаду знали з державної реєстрації.
На 1972 рік в селі проживало 337 жителів в 88 дворах. Працював клуб та школа. Після аварії на Чорнобильській АС у 1985 році село потрапило до зони гарантованого добровільного відселення.
У 2012 році в селі діяла етнографічна експедиція А.Сичевського та С.Таранця (Житомирський державний університет ім. Івана Франка).

## Примітка
1. ↑  Закупівля - Поточний ремонт водозабірної свердловини в с. Мамеч Овруцького району Житомирської області. - UA-2020-10-21-002750-c. Zakupki.prom.ua (укр.). Процитовано 11 квітня 2021.
2. 1 2 3  Історія – Овруцька міська рада (укр.). Архів оригіналу за 11 квітня 2021. Процитовано 11 квітня 2021.
3. 1 2 3  Сичевський, Антон (2015). Старообрядницькі громади на Житомирщині у 1945-1991 рр. Дисертація на здобуття наукового ступеня кандидата історичних наук (українська) . Житомир.
4. ↑  Карта Волинської губернії Шуберта Ф.Ф. Архів оригіналу за 8 листопада 2016.
5. 1 2  РОЗСЕЛЕННЯ ТА СОЦІАЛЬНО-ЕКОНОМІЧНЕ СТАНОВИЩЕ СТАРООБРЯДЦІВ ВОЛИНІ В XIX - НА ПОЧАТКУ XX ст. elibrary.com.ua. Архів оригіналу за 11 квітня 2021. Процитовано 11 квітня 2021.
6. ↑  Сичевський, А. О. Росіяно-старообрядці Волині-Житомирщини у ХІХс.: вектори імміграції, соціально-правове становище, демографічні зміни // Гілея. Науковий вісник. Випуск 134 (українською) . с. 10—18.
7. ↑  Упоряд. Р.А. Кондратюк, Д.Я. Самолюк, Б.Ш. Табачник. Довідник: офіційне видання. Адміністративно-територіальний устрій Житомирщини 1795-2006 роки. Інститут історії України НАН України (українська) . Житомир: «Волинь», 2007. с. 161. Архів оригіналу (PDF) за 8 жовтня 2021. Процитовано 4 грудня 2022.
8. ↑  А. А. Сычевский, С. В. Таранец (2013). Историко-этнографическая экспедиция на Житомирщину июля 2012 года // Судьба старообрядчества в XX – начале XXI вв.: история и современность: сборник научных трудов и материалов (російська) . с. 205—227.